# ذبول ستيوارتي
لوقت طويل كان مرض الذبول الستيوارتي للذرة مهماً لكن تطوير الأصناف المقاومة وبرامج التنبؤ الناجحة قللت من تأثيرات المرض على إنتاج الذرة، مع ذلك فإن المرض يكون مؤثراً على الهجن الحساسة خصوصاً في الذرة الحلوة حيث يمكن أن تحصل أوبئة تسبب خسائر تتراوح بين 40 إلى 100% إذا حصلت الإصابة في مرحلة نمو النبات قبيل 5 أوراق. كما أن الأضرار الأشد تعقب الشتاءات غير باردة كونها تزيد من بقاء الحشرة الناقلة للمرض. ينتشر المرض في الولايات المتحدة وأمريكا الوسطى والجنوبية وأوروبا وآسيا.
عزلت البكتيريا المسببة من نباتات ذرة مصابة وحققت فرضيات كوخ من قبل F. C. Stewart سنة 1895 لكن تشخيص البكتيريا وتسميتها تم من قبل E. F. Smith سنة 1898 حيث سميت Pseudomonas stewarti كما أطلق على المرض الذي تسببه مرض الذبول الستيوارتي. بعد ذلك غير اسم البكتيريا إلى Erwinia stewartii وحديثاً إلى Pantoea stewartii.